# Абдраимов, Кочкомбай
Кочкомбай Абдраимов (1914 год, село Алмалуу-Булак, Андижанский уезд, Ферганская область — 1992 год) — заведующий коневодческой фермой колхоза «Алмалу-Булак» Ачинского района Джалал-Абадской области, Киргизская ССР. Герой Социалистического Труда (1948).

## Биография
Родился в 1914 году в бедной крестьянской семье в селе Алмалуу-Булак Андижанского уезда.
В 1931 году вступил в местный колхоз (позднее — колхоз «Алмалу-Булак» Ачинского района).
Участвовал в Великой Отечественной войне.
После демобилизации в 1945 году возвратился на родину и продолжил трудиться коневодом в колхозе «Алмалу-Булак» Ачинского района. Позднее был назначен заведующим коневодческой фермой в этом же колхозе.
В 1946 году под его руководством на коневодческой ферме было выращено 40 жеребят от 40 кобыл и в 1947 году — 50 жеребят от 50 кобыл. Указом Президиума Верховного Совета СССР от 15 сентября 1948 года «за получение в 1947 году высокой продуктивности животноводства при выполнении колхозом обязательных поставок сельскохозяйственных продуктов и плана развития животноводства по всем видам скота» удостоен звания Героя Социалистического Труда с вручением Ордена Ленина и золотой медали Серп и Молот.
Этим же Указом за выдающиеся трудовые достижения звания Героя Социалистического Труда были удостоены председатель колхоза Ажимат Матиев и старший табунщик Абдыкадыр Карымшагов.
Трудился в колхозе до выхода на пенсию.
Скончался в 1992 году.
Награды
- Герой Социалистического Труда
- Орден Ленина
- Орден Отечественной войны 2 степени